# Abenragel

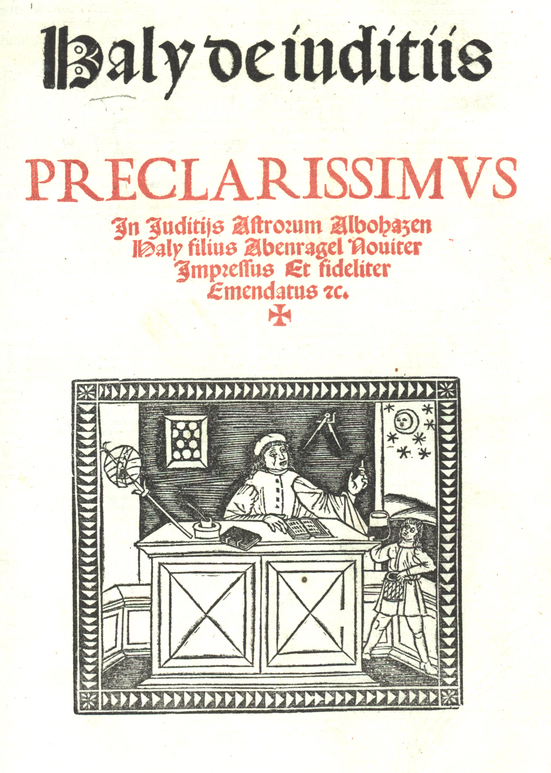
Libro completo acerca de la determinación de las estrellas, 1523

Abu Ali ibn ar-Rigal, conocido en fuentes cristianas como Abenragel (Magreb, c. 965-después de 1037) fue un astrólogo árabe de finales del siglo X y principios del XI, conocido sobre todo por su tratado de las estrellas Kitāb al-bāri' fi akhām an-nujūm, muerto después de 1037 en Kairuán (Túnez).

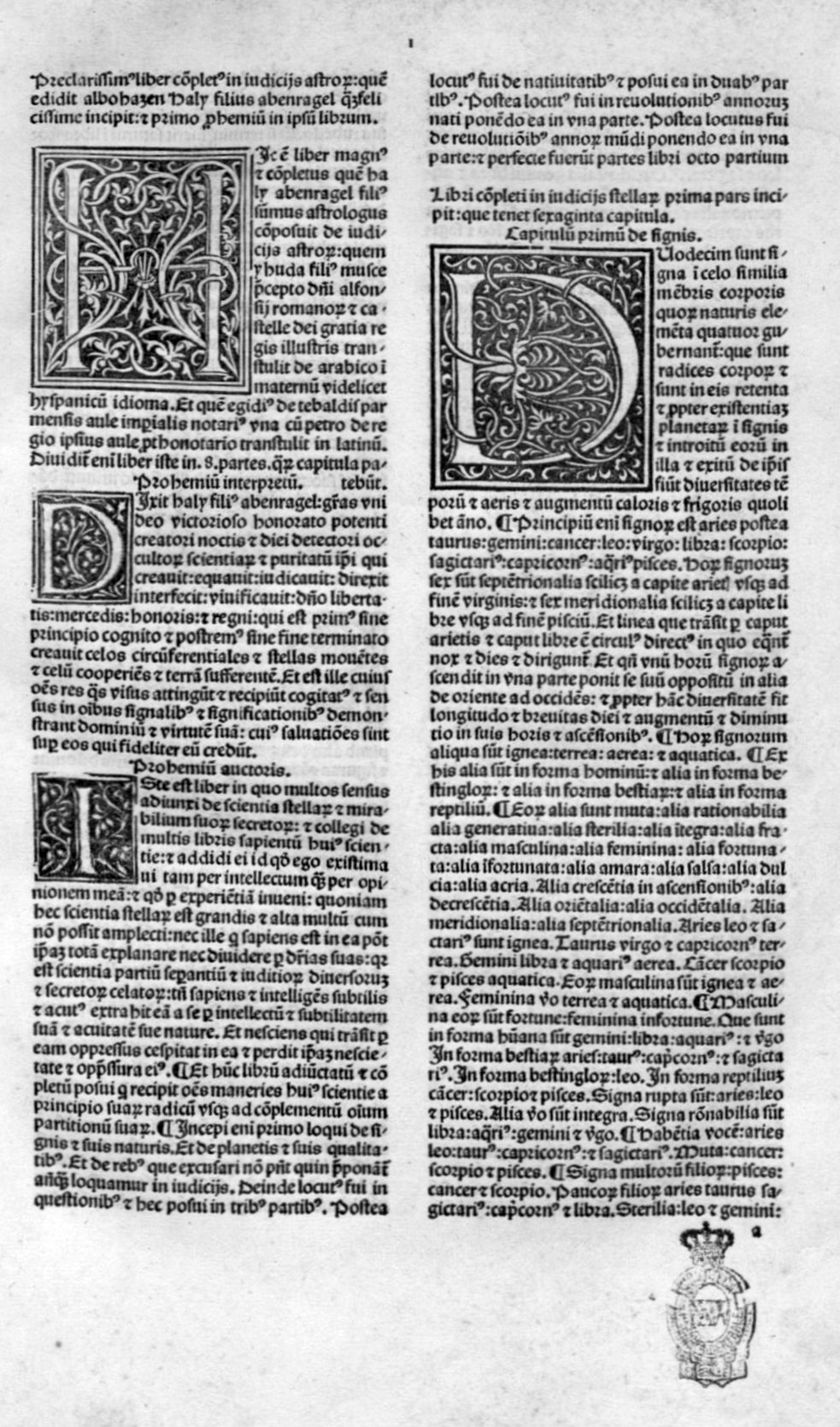
Preclarissimus liber completus in iudiciis astrorum (Kitāb al-bāri' fi akhām an-nujūm), 1485

En 988 Abenragel se halla en Bagdad. Entre 1016 y 1019 se relaciona con la corte de Kairuán donde escribe a partir de 1037 su obra capital Kitāb al-bāri' fi akhām an-nujūm.
Su obra Kitāb al-bāri' fi akhām an-nujūm fue traducido por Yehuda ben Moshe al castellano para Alfonso X el Sabio en 1254 con el título de Libro complido de los judizios de las estrellas. El único manuscrito en que se ha transmitido esta obra es el Ms. 3065 en la Biblioteca Nacional de España, aunque solo contiene cinco de los ocho libros de que constaba la obra completa.
En 1485 fue traducida una copia completa en Venecia de la obra alfonsí al latín y publicada por Erhard Ratdolt como Praeclarissimus liber completus in judiciis astrorum (El muy famoso libro completo de los juicios de las estrellas). Esta edición y las versiones latinas posteriores se conocen comúnmente como el De iudiciis astrorum (De los juicios de las estrellas).